# エレクトーン
エレクトーン (Electone) は、ヤマハ株式会社が製造・発売する電子オルガンの商品名であり、同社の登録商標（登録番号0529966など）となっている。

## 概要

### 歴史
電子オルガンは、コンボタイプ、チャーチモデルなど演奏される音楽や用途によって分類されているが、エレクトーンは、オールマイティな用途に対応するホームオルガンというタイプの電子オルガンに該当する。
黎明期の電子オルガンは、ハモンドオルガンが機械的にトーンを発生させていた。日本楽器（1987年にヤマハへ社名変更）は技術者をアメリカなどへ派遣させ、トランジスタを使用した純電子式、純半導体式のトーン・ジェネレータを採用した電子オルガンの開発に着手した。電子発信機ではパイプオルガンのように、いくつもの音を合成して多彩な音を出すことはコストとスペースの関係で無理があった。そこで電子オルガンメーカーは、初めから倍音を多く含んだ波形の音を発生させ、フィルターで音色を変化させるという手法を採用せざるを得なかった。しかし、外国製品との違いを打ち出すには独特の音色で印象付ける必要があり、さまざまな波形が試みられた。発生が容易な矩形波は奇数次の倍音しか含まなかったり、のこぎり波は特徴ある音にならなかったり、音響エンジニアの腕の見せ所であった。エレクトーンは奇数次の倍音しか含まないという矩形波の欠点を補うため、非対称矩形波を採用した。

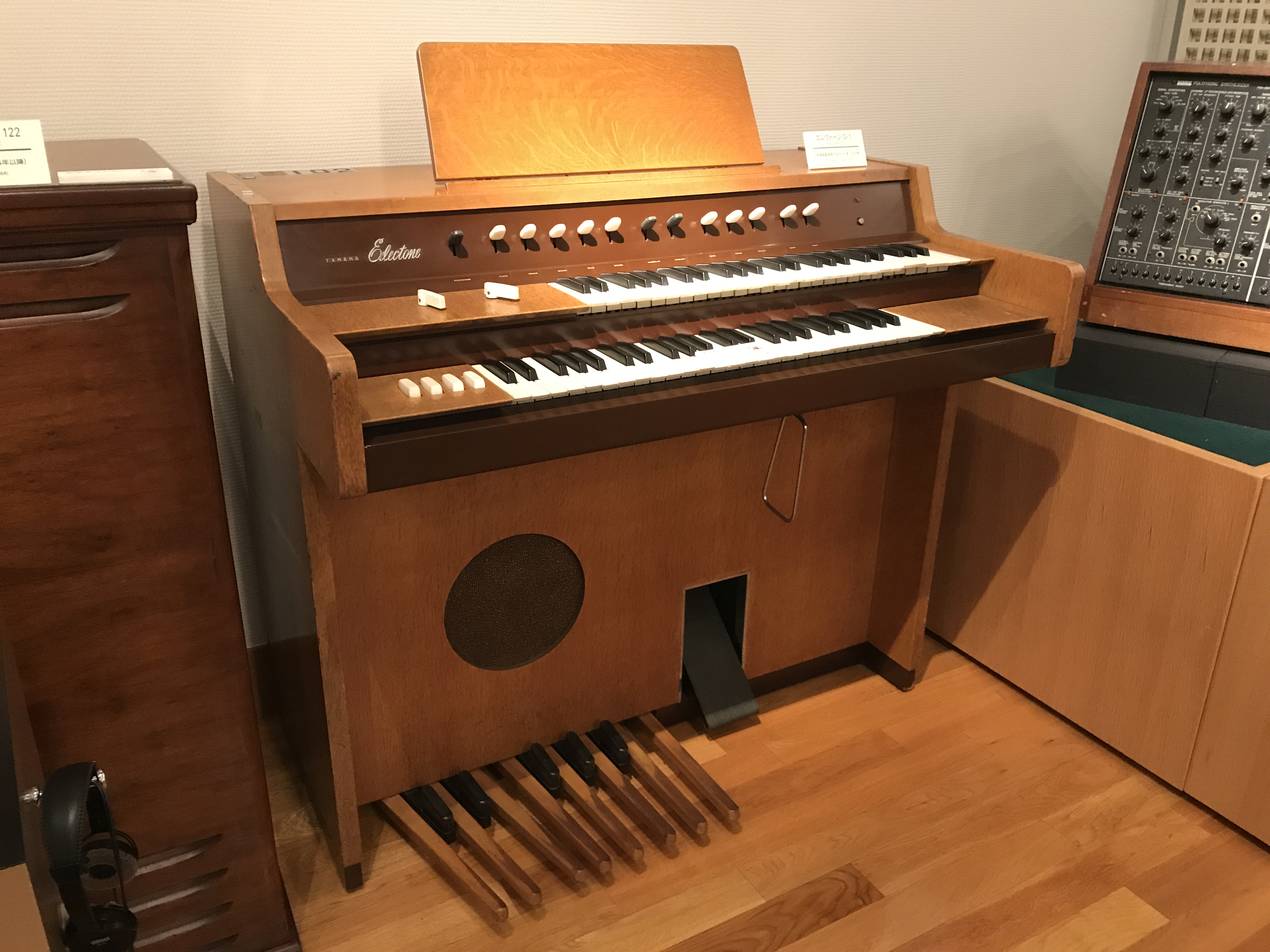
浜松市楽器博物館で展示されているYAMAHA Electone D-1

日本電気・日本放送協会（NHK放送技術研究所）との共同開発を経て、1958年に「E-T」と名付けられた大型プロトタイプが完成した。このレコード吹込みに使われたE-T型は1台のコンソール、4架の発振器・音色形成部増巾器及び、3台のスピーカーより構成され、コンソールは演奏器で3段の鍵盤､32鍵のペダル鍵盤、171個のスイッチ (ストップ・カプラー・コントローラー等) からなっている。このエレクトーン「E-T」楽器は、道志郎が演奏する「クリスマスメロディーズ・イン・ヤマハエレクトーン」というアルバムにも収録されている。
1959年に初代機種「D-1」が発売された。ただし、当時の大卒初任給を大幅に上回る（当時の自家用車の価格に匹敵する程の）高価な製品であったため、日本楽器は道志郎（官僚から電子オルガン奏者に転向した）らをデモンストレーターに起用し、多彩な音色が一人で奏でられる性能をアピールした。高度経済成長期までは専ら劇伴などの収録を目的としたNHKや映画会社、レコード会社、高級志向の社交場（クラブ・サロン・ダンスホール・ホテルなど）が主に導入していた。また、当初より海外への輸出も行われている。なお、D-1発売に先駆けて日本ビクターが真空管主体による純電子式、部分半導体式の電気オルガン（ビクトロン）を発売している。
1960年代以降はヤマハ音楽振興会が主宰するヤマハ音楽教室等でのレッスンと、日本楽器の月賦販売制度（現在は行われていない）の拡充により、一般消費者層の家庭にも徐々に浸透していく。これに伴い、ヤマハ音楽教室の在籍生を主な対象するヤマハ音楽能力検定(ヤマハグレード)の実施が始まる。
1970年に「宇宙船」と称された斬新なデザインのステージモデルEX-42を経て、1975年にエレクトーンとして発売されたポリフォニック・シンセサイザー GX-1は、プロユースとして世界的なアーティストによる楽曲制作に活かされた。

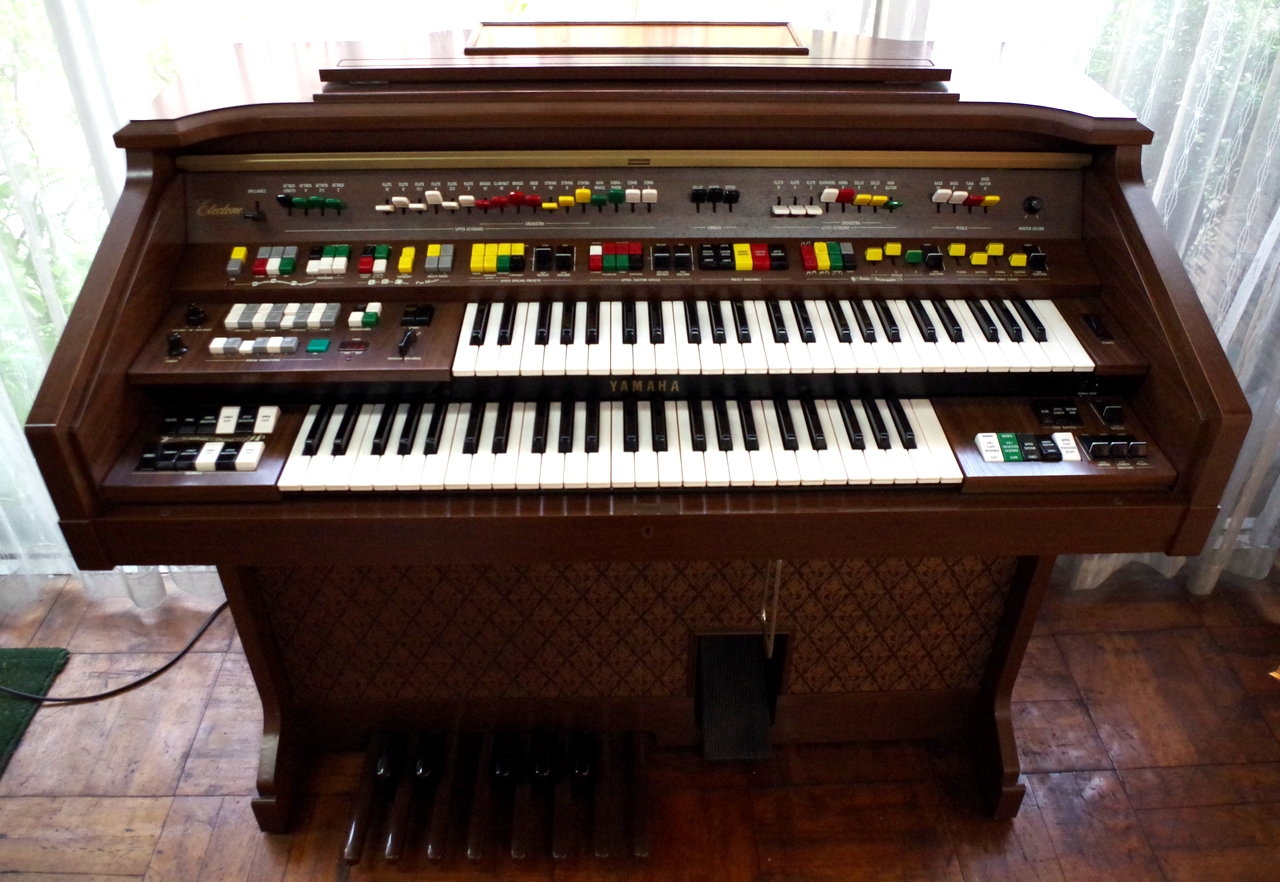
YAMAHA Electone D-700 (1980年発売)

各地の結婚式場にも、結婚式における結婚行進曲をはじめとするBGM・余興でのカラオケ伴奏や即興曲の演奏用途として導入され、そこで場を盛り上げる臨機応変な演奏が奏者の稼業となっていた。
エレクトーンの機能を活かした作曲・アレンジや演奏テクニックを極めた「エレクトーン プレイヤー」と言われるプロミュージシャンも数多く登場し、音楽大学や音楽系専門学校・各種学校の一部に於いてはエレクトーンを用いる専攻課程が置かれている。
エレクトーンは、ピアノ等の高額楽器と同様に「ヤマハ特約店」となっている各地の楽器店等での販売に基本的に限定され、ポータトーン（電子キーボード）やクラビノーバといった他種のヤマハ電子楽器のように家電量販店では売られていない。中古品の売買・流通に関してはこの限りではないが、本体の製造番号部分が毀損されるなどして確認できないと修理受付対象外となる。
現在日本における電子オルガンはエレクトーンの他にローランドがミュージックアトリエという名称で販売しており、各社毎に音楽教室を擁してそれぞれ楽器の普及に努めている。
現行機種は2014年発売の「ELS-02シリーズ」および2016年発売の「ELB-02」「ELC-02」である。2019年にD-1の発売から60年を迎え、エレクトーンは2019年までに累計約500万台が販売された。

### 構造
エレクトーンは上鍵盤、下鍵盤、ペダル鍵盤、エクスプレッションペダル、セカンドエクスプレッションペダルを備えている。1980年代前半までの機種ではアナログ音源（→アナログシンセサイザー）であり、音色の選択は現物の楽器音（音色:トーン / ボイス）を擬似的に再現した波形をトーンレバーという上げ下げ式のレバーに一つずつ割り当て、演奏時に任意の音色となるように調節する形態であった。1969年-1970年に発売された上級機種よりリズム機能（→ドラムマシン）が装備されることで、演奏者一人で伴奏も組む事が可能となり、更に和音に沿ってリズムとベースを刻むオート・ベース・コード等の登場で伴奏面が強化された。

#### 鍵盤数
鍵盤は基本的に上鍵盤＋下鍵盤+ペダル鍵盤であり、現行モデルの「Electone STAGEA」では、ベーシックモデル、カジュアルモデル、スタンダードモデル・カスタムモデル・ホームモデル(ELS01のみ)で上鍵盤49鍵+下鍵盤49鍵+ペダル鍵盤20鍵、プロフェッショナルモデルでは上鍵盤61鍵+下鍵盤61鍵+ペダル鍵盤25鍵になっている。1970 - 80年代のEX-42, GX-1, D-90, D-800, EX-1, FX-1, FX-20, FX-3, FS-70など、当時の一部モデルに上鍵盤のさらに上に小型のソロ鍵盤も装備された4段鍵盤のものがあった。Hシリーズ以降、ソロ鍵盤を装備したモデルは発売されていない。

#### 運搬
ELシリーズまでの機種は分解・組立ができないために本体重量が80~110kg程度と大型冷蔵庫並みでなおかつ精密機械であるため、設置や輸送には楽器搬送の専門業者に依頼して慎重な取扱を実践する必要があった。
ELS-01シリーズで分解・組立が出来、ユーザによる持ち運びも可能なユニット構造が採用されたが、分解後の一番重いキーボードユニットが38kg前後(カスタムモデル)と、大人2人でやっと持ち運べる重さであったため、演奏者自身が楽器を会場に持込み演奏する場合は、メインユニットが20kgを切るD-DECKやSTAGEA D-DECK PACKAGEが使われる事が多かった。
ELS-02シリーズではユーザーによる分解・組立が再びできなくなり、コンパクトで持ち運びもできるカジュアルなエレクトーンとしてELC-02が発売され、ELSが基本的に据置型、ELCが可搬型という位置付けとなった。

## 機種

### STAGEA
エレクトーン ステージア (Electone STAGEA) は、2004年3月に展開された現行シリーズの商標である。「STAGEA」の名前の由来は、演奏する場としての「ステージ（stage）」と、勇気を与えてくれる女神「ガイア（gaea）」との造語になっており、いろいろな場で活躍し演奏者に勇気を与える楽器になるように名前をつけられている。メインシリーズは型番が「ELS」で始まることから、先代のELシリーズと同様に「ELSシリーズ」と呼ばれることもある。ELSシリーズは、現行モデルの「ELS-02シリーズ」と、旧モデルの「ELS-01シリーズ」に分けられる。
メインの外部記憶装置に関しては、ELS-01シリーズ発売当初はスマートメディアであり、曲集対応のプロテクトデータはスマートメディアに保存するようになっていた。しかし、2005年3月7日、スマートメディアの主な製造メーカーであった東芝がスマートメディアの生産・供給から撤退することを発表したことなどから、外部記憶装置はスマートメディアからUSBメモリへと移行した。また、2009年より発売された「typeU」シリーズではスマートメディアドライブが廃止され、代わりにUSBメモリの着脱を容易にするための専用アダプターが取り付けられた。
また、HS/ELシリーズの頃から「レジストデータに依存」してしまう演奏スタイルが増えてきた事への解決策として「ベーシックレジスト(初期化後にメモリーボタン1〜16にセットされたレジスト)」「レジストレーションメニュー」(通称レジメ)が充実した。これによって多様な音楽ジャンルに合わせた音色の組み合わせが予め準備され、レジストデータを準備していなくともその場で音色をセットして演奏できる機能が強化された。
なお、近年のヤマハエレクトーンフェスティバルのセミファイナルでは、小学校高学年以上の部において自由曲演奏の他にモチーフ即興演奏が規定されている。このモチーフ即興演奏ではレジストデータをUSBメモリでは準備せず、その場で音色をセットして演奏する規定になっている。
2014年よりSTAGEAの新ラインナップ「ELS-02シリーズ」が発売。音色数の増加、スーパーアーティキュレーションボイスの採用など、新技術も多数導入されている。ELS-01シリーズからもELS-02シリーズと同等の性能にできる「バイタライズユニット」も5月から併売された。
ELS-01シリーズでは六角レンチを用いてユーザ自身での分解と組み立てが可能な「ユニット構造」を採用し、乗用車での可搬が可能であったが、上述の通り分解しても各パーツがまだまだ重い事もあり、ELS-02シリーズでは分解・組立は不可となった。
また、インターネットダイレクトコネクションによりYAMAHAのサイトからレジストレーションを直接ダウンロード購入する機能があったが、2016年7月のバージョンアップ（ELS-02シリーズ）に伴い「ダイレクトコネクション」機能は廃止され、それに代わって「オーディオ」機能が搭載された。
2016年5月には「ELB-02」、2016年12月には「ELC-02」が発売された。ELB-02は対象を大人初心者にまで広げたベーシックモデルとして、ELC-02はELS-02と同等の演奏機能を備えながら、持ち運びができるカジュアルモデルとして発売された。同時にSTAGEA D-DECK PACKAGEをELC-02とほぼ同等の性能にできる「ELCU-M02」も発売された。

#### 上達や最新技術取り入れへの対応
エレクトーンは登場からまだ60数年の電子楽器という事もあり、最新機能・技術の導入によるモデルチェンジが行われているが、それに伴い、奏者に買い替えの負担が掛かる、という問題を抱えていた。また、演奏者自身の初級→中級→上級という、上達に伴う買い替えの負担も決して軽くはなかった。STAGEAではその負担を解消すべく、
- バージョンアップ…楽器に搭載されたOSのプログラムを書換える事での不具合修正や、ソフトウェア的な機能追加。
- グレードアップ…上達に伴う2nd Exp.やペダル鍵盤のアフタータッチ、上下鍵盤のホリゾンタルタッチ等、より高度な演奏表現を可能にする上位機能追加。
- バイタライズ…モデルチェンジに伴う新音色搭載、メモリ容量の増大、CPUの高性能化 等、ハードウェア的な機能追加をパーツ交換で実現。

という3種類の方法で、演奏者が楽器を買い替えなくても、自らが所有する楽器をより新しく、高機能に出来る構造を採用した。

##### バージョンアップ
STAGEAでは、バージョンアップと呼ばれるプログラムのバグなどを修正するデータがMumaまたはネット上で無償で提供されており、いつでも最新の状態で演奏を楽しむことができる。
現在の最新バージョン（2022年7月時点）はELS-02シリーズでv2.23、ELB-02(Basic)でv2.03、ELC-02(カジュアル)でv2.13、ELS-01シリーズでv1.92、STAGEA ELB-01(mini)でv1.12、D-DECKでv1.22である。まれにバグの他、機能が追加されるバージョンアップもある。

##### グレードアップ
STAGEAのメインシリーズであるELSシリーズには、「スタンダードモデル」「カスタムモデル」「プロフェッショナルモデル」という3種のモデルがあるが、演奏者の上達に伴い、
- スタンダードモデルをカスタムモデルとほぼ同等に出来るキット(スピーカーはそのまま)
- カスタムモデルを上下鍵盤のみプロフェッショナルモデルと同等(フルスケール)に出来るキット
- カスタムモデルをペダル鍵盤のみプロフェッショナルモデルと同等(フルベース)に出来るキット
- スタンダードモデルをプロフェッショナルモデルとほぼ同等に出来るキット(01のみ)

が存在する。またそれに付随してスピーカーや椅子も、上級モデルで採用しているタイプに買い替える事が出来る。中にはフルベースにする場合に椅子を上級モデル用のものに買い替える必要がある。

##### バイタライズ
モデルチェンジに伴う新音色搭載、メモリ容量の増大、CPUの高性能化 等、ハードウェア的な進化への対応をパーツ交換で実現するキットで、それまでモデルチェンジの度に買い替えが必要だったのが、キットの交換取付で新機種とほぼ同等の機能を手に入れる事が出来るようになったため、ELS-01シリーズを2004年の発売年に購入した者は、バージョンアップとバイタライズにより、自身の所有機種を20年以上、最新・現行機種として使用出来ている。
01シリーズを02シリーズ同等にするバイタライズキットは、スタンダード＆カスタム用とプロフェッショナル用の2種類がある。なお、バイタライズの場合、鍵盤、フレーム、エクスプレッションペダル、スピーカ等は交換されず、従来のままとなる。
カスタムモデル・プロフェッショナルモデルでは買い替えに比べてかなり安価で新機種とほぼ同等の機能を手に入れられるようになったが、スタンダードモデルでは新機種への買い替えと所有機種をバイタライズとの価格差が小さい上、バイタライズ(35万＋取付費)とカスタムモデルへのグレードアップ(28万＋取付費)を同時に行うと50万円以上の負担となる。

#### STAGEA 各モデルの主な違い

##### ELS-02シリーズ

###### ELS-02
- 2014年4月に発売。ELS-01の後継として出た「スタンダードモデル」。専用イス付き。
- VA音源・オルガンフルート、2ndエクスプレッションペダルは未搭載。ペダルボイスでのアフタータッチは使用出来ない。
- カスタムモデル・プロフェッショナルモデルにアップグレード可能。
- 7インチTFTカラーのタッチパネル液晶搭載。

###### ELS-02C
- 2014年4月に発売。ELS-01Cの後継として出た「カスタムモデル」。専用イス付き。
- ELS-02の上位機種。VA音源・オルガンフルート・ホリゾンタルタッチを搭載。また、上下鍵盤のアフタータッチもスタンダードモデルより感度が高くなっており、繊細な表現が可能。
- プロフェッショナルモデルにアップグレード可能(鍵盤のみ、ペダル鍵盤のみのアップグレードも可能)。
- 7インチTFTカラーのタッチパネル液晶搭載。
- 2014年11月よりヤマハグレード試験（5 - 3級）の受験機種に加わる。

###### ELS-02X
- 2014年に発売。ELS-01Xの後継として出た「プロフェッショナルモデル 」。
- 本体用スピーカーユニットは別売、専用イス付。
- 従来のHX-1、ELX-1、ELS-01Xといったステージモデルの流れを汲む。ステージでのPA出力を想定し、ペダル鍵盤の背面にキャノンとフォーンを配置。
- 上・下鍵盤各61鍵、ペダル鍵盤25鍵を装備。
- 7インチTFTカラーのタッチパネル液晶搭載。

##### ELS-01シリーズ

###### ELS-01
2004年発売。EL-500の後継として出た「スタンダードモデル」。2009年にはスマートメディアスロットを廃止しUSB端子を前面に出した「type-Uモデル（ELS-01U)」が発売となった。バイタライズユニット装着により、ELS-02にバイタライズ可能。

###### ELS-01C
2004年発売。EL-900mの後継として出た「カスタムモデル」。スタンダードモデルに比べ、ペダル鍵盤にもアフタータッチ、セカンドエクスプレッションペダル、上下鍵盤にホリゾンタルタッチ、オルガンフルートが搭載され、椅子は大型に、スピーカーもリアスピーカを備えた大出力のものとなっている。また上下鍵盤のアフタータッチもスタンダードモデルより感度が高くなっており、繊細な表現が可能。2009年にはスマートメディアスロットを廃止しUSB端子を前面に出した「type-Uモデル（ELS-01CU)」が発売となった。
2014年のELS-02C登場まで約10年もの間メイン機種として使われ、2004年11月から2022年10月までヤマハグレード5-3級受験機種として使われていた。
さらにバイタライズユニット装着により、ELS-02C相当にバイタライズ可能なため、エレクトーン史上一番長くメイン機種として使える機種となっている。

###### ELS-01CH
2012年発売。本体はELS-01CUと同等だが、スピーカ、椅子をELS-01相当のものとし、価格を抑えた「カスタムモデル・ホームエディション」。ELS-01C同様、バイタライズユニット装着により、ELS-02C相当にバイタライズ可能。

###### ELS-01X
2005年発売。ELX-1mの後継として出た「プロフェッショナルモデル」。カスタムモデルに比べ、スピーカーが別売りとなり、ペダル鍵盤が25鍵盤（2オクターブ）、上下鍵盤が61鍵盤（5オクターブ）となる。また、ペダル鍵盤の背面にキャノンとフォーンのAUX-OUT端子を搭載。ペダルユニットにエクスプレッションペダル、セカンドエクスプレッションペダル、底板が付いたため、ELX-1mまで（PKX-1mが約22kgであった）に比べ、約34.5kgと大幅に重くなり、可搬性が低下した。2009年にはスマートメディアスロットを廃止しUSB端子を前面に出した「type-Uモデル（ELS-01XU)」が発売となった。バイタライズユニット装着により、ELS-02X相当にバイタライズ可能。

##### ELBシリーズ（STAGEA mini,Basic)

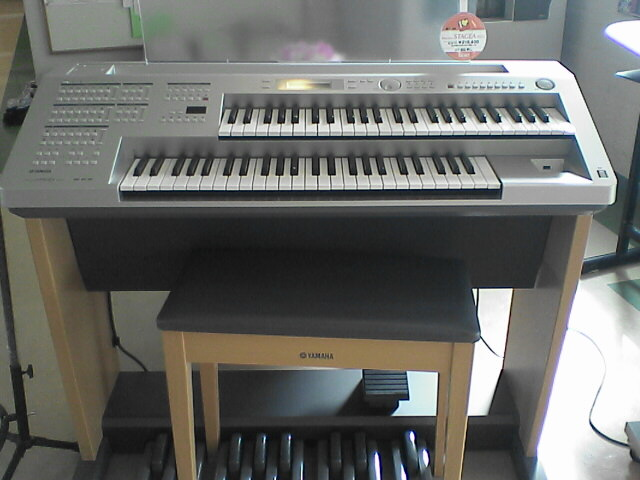
STAGEA mini

ELS-01発売後も併売された「EL-100」の後継となる、音楽教室受講生（主に小児）を中心とするビギナー層を対象としたエントリーモデルである。ELSシリーズとは構造や機能面が若干異なり、演奏データなどはELSシリーズと一定の下位互換性を有する。

###### ELB-01
2006年2月発売。ELS-01と比べてやや小型の外見であり、上下鍵盤のアフタータッチ、大型カラータッチパネルやニーレバーは非搭載である。ELS-02CやELS-02Xなどへの分解・グレードアップは不可能であるが、その分希望小売価格はスタンダードモデルに比べて抑えられている。音楽教室用は型名末尾にK、レンタル提供用はRが付く。

###### ELB-02
2016年5月発売。ELB-01の主要対象であった音楽教室受講生（主に小児）から大人初心者層にも対象を広げ、名称も「mini」から「basic」となった。新設計したFSB鍵盤が採用され、上下鍵盤のアフタータッチが付き、表現力が大幅に向上した。ELB-01同様、音楽教室用は型名末尾にK、レンタル提供用はRが付く。
2020年1月より、このELB-02をペイントした「ストリートエレクトーン」を広場等に設置するプロジェクトが始まった。

##### D-DECK , ELCシリーズ
D-DECKは、ヤマハのデュアルマニュアルキーボード（2段の鍵盤を搭載しているキーボード）の商品名である。STAGEAからペダル鍵盤をとったようなものであり、ELSシリーズ (STAGEA) との一部上位互換性があり、オルガンフルートなどを装備している。専用スタンドとペダル鍵盤を加える事で、ELSシリーズとほぼ同等の演奏環境が構築できる。ELC-02はその後継モデルとなり、D-DECKは生産完了となった。

###### DDK-7
2006年11月発売。音色ボタンが大幅に省略されているほか、自然な演奏ポジションを可能にした2段鍵盤になっており、ライブでの使用に特化した構成となっている。ELS-02CやELS-02Xなどへのグレードアップができないが、オルガンフルートを標準搭載している。本体にスピーカーはなく、外付けスピーカーも別売になる。ペダル鍵盤がなくともレジストシフトやロータリースピーカーのOn/Offが出来るよう、ユーティリティ画面でフットスイッチやニーレバーの設定をさせ、レジストとしてUSBメモリに記録しておける。

###### STAGEA D-DECK PACKAGE
2006年11月発売。本体 (DDK-7) にDDKU-P7（ペダルユニット）、DDKU-L7（キーボードスタンド）、DDKU-B7（専用椅子）、DDKU-R7（譜面板）を足したものである。3段鍵盤の状態で、ELS-01(U)の演奏データを再現することが可能。STAGEA等に標準搭載のニーレバーはなく、オプションペダルにアサインして使うため、D-DECK用にレジストを修正し記録しておく必要がある。

###### ELC-02
2016年12月発売。STAGEA D-DECK PACKAGEの後継モデルとして、本体・ペダル・キーボード・イス・譜面板・スピーカーがパッケージとなっている。STAGEAシリーズの1機種という扱いとなり、「カジュアルモデル」という名称が与えられた。楽譜の対応機種にELC-02の表記が加わり、ELSシリーズに装備されているニーレバーの代用として使われるフットペダルの設定を別途行わなくともアサインされるようになった。半面、本体にボリュームペダルを繋いだり、フットペダルにレジストシフトやロータリースピーカー等の機能を割り振る事は出来ず（サスティン、ソロ、メロディーオンコード、リードスライドのみ）、本体とペダルをセットで使う事が前提の仕様となった。ELS-02よりも安価で、ニーレバーを搭載していないが、セカンドエクスプレッションペダルとオルガンフルートを標準搭載している。また、イスが折り畳める形状に変更され、可搬性が向上した。

###### ELCU-M02
2016年12月発売。既にSTAGEA D-DECK PACKAGEを所有しているユーザに対し、本体部分の買い替えのみでELC-02同様となるメインユニット。D-DECK（DDK-7）と違い、ペダルユニットとセットで使う事が前提（単体で使う事が想定されていない）のため、ボリュームペダルを接続して音量を変えたり、フットペダルにレジストシフトやロータリースピーカー等の機能を割り振る事は出来ない。

#### ELAシリーズ

##### ELA-1
2022年9月に中国ヤマハで発表。上下鍵盤ともアフタータッチは非搭載、キーボードボイスが1だけ等、ELB以上にある機能の一部が削減されている一方、オルガンフルートやセカンドエクスプレッションペダルを搭載するなど、ELS-02にもない機能を標準搭載している。日本では2022年9月時点では未発表。

### ELシリーズ

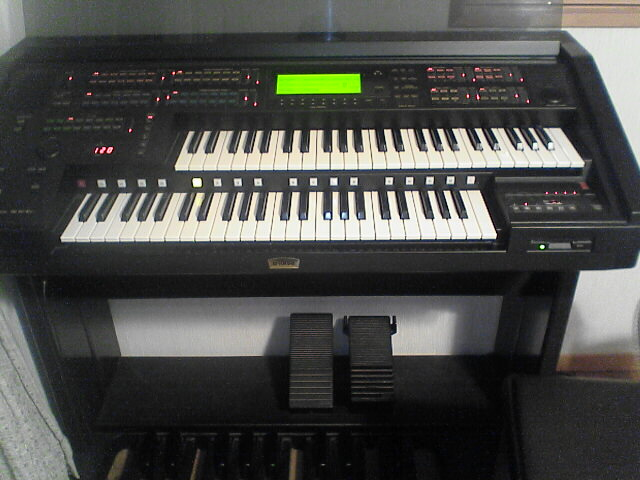
EL-900m

ELシリーズは、1991年3月から2004年3月までに展開されたエレクトーンのシリーズである。型番が「EL」で始まることからこう呼ばれた。Hシリーズで初めて採用されたAWM音源をフルートボイスを除く全音色に採用し、音色のリアル感が飛躍的に向上した。姉妹モデルとして、ステージモデルの「ELXシリーズ」と、音楽教室向けの「ELKシリーズ」がある（ともにSTAGEAでは「ELS」で始まる型番に統合）。
当初展開された「EL10番台（2桁）シリーズ」と、EL-900以降に展開された「EL100番台（3桁）シリーズ」に分けられる。
海外では以下で記載したモデル以外にも、EL-60、EL-40、EL-28、EL-25、EL-15、EL-7、EL-3というモデルが存在した。

#### EL100番台（3桁）シリーズの機種

##### ELX-1m
2000年3月発売。EL100番台のステージモデル。EL-900をベースに新音色・新機能が追加された。鍵盤ごとのトランスポーズ、ペダル鍵盤のポリモードがこの機種で初搭載された。またこの機種のみ平均律以外の音律を選ぶ事が出来た。本体とペダル(PKX-1m)・椅子(BNX-1m)の3パーツに分けて販売され、ELX-1ユーザはフルセットで買うよりも定価ベースで50万円ほど安く入手する事が出来た。

##### EL-900
1998年3月発売。新たにホリゾンタルタッチ・ネクストソングが搭載（ネクストソングとはFDに記憶されたレジストファイルの連続読み込み機能）。EL-900mへのグレードアップキットがある。1998年11月から2002年4月までヤマハグレード5-3級受験機種として使われていた。EL-900の上位互換であるEL-900mと合わせると、実に17年に亘りヤマハグレード5-3級受験機種として使われていた事になる。

##### EL-900m
EL-900に様々な機能を追加して2000年5月発売。mはミレニアムの意味で、100番台の家庭向けでは最高機種。低音が強調される傾向がある。MIDI再生においてはGMとXGの下位音源は正常に作動するがGSとは互換性が無い。メイン機種としての扱いは2000年から2004年春までであったが、ヤマハグレード5-3級受験機種としては、2001年5月から2015年10月まで…と、長期間使われていた。

##### EL-900B
2002年5月発売。900と比較して若干アンプ出力が落とされ、側板の色はローズ木目から艶消しのクールブラックに変更された。EL-900mへのグレードアップキットにも対応していた。

##### EL-700
1999年3月発売。900との違いはホリゾンタルタッチとリード2が搭載されていないこと。リード2とは上鍵盤でソロを担当する楽器を割り当てる場所であり、それがないことによりVA音源、ソロ機能（上鍵盤でリード2とその他の音をニーレバーで切り替える機能）も搭載されていない。1999年11月から2002年4月までヤマハグレード5-3級受験機種として使われていた。

##### EL-500
1999年3月、EL-700と同時に発売。700との違いはレジストレーションメモリーボタンが8（上位機種は16）個のみ（ただしFD再生時は16個に対応）で2ndエクスプレッションペダルが非搭載であること。特に後者はヤマハグレード5級以上を目指す場合注意が必要だった。また普段はペダル鍵盤のみイニシャル・アフター両タッチがともに使用不可能である。

##### EL-400
2000年7月発売で500より若干性能が落ちる程度。日本語表示（カタカナ）が可能。

##### EL-200
2000年7月、EL-400と同時に発売。FD再生時のみ500と同等の機能を発揮する。普段はイニシャル・アフター両タッチ共に使用不可能。EL100番台では唯一スピーカーがモノラルである。さらに、液晶ディスプレイがない。

##### EL-100
2002年4月発売のエントリーモデル。事実上EL-17の後継機種であるがアフタータッチが搭載されていない。

##### ELK-400
2001年発売の音楽教室向けモデル。

#### EL10番台（2桁）シリーズの機種

##### ELX-1
1992年6月発売。EL-90をベースにしたステージモデル。リードボイス2（AWM・FM音源）やソロバーを搭載し、音色やパーカッションキットの拡張なども行われた。EL-90とはユーザボイスを含め上位互換が取れていた。このシリーズからフルベース/フルスケール機種はヤマハグレード5-3級受験機種としては使われなくなった。

##### EL-90
1991年3月発売。10番台の家庭用モデルでは最高機種で、7年間に渡ってメイン機種として扱われた。HS-8ではオプション品だったMDR、2ndエクスプレッションペダルを標準搭載した。1998年3月のEL-900発売に伴い生産終了。1991年11月から2005年4月まで14年に亘りヤマハグレード5-3級受験機種として使われていた。 2010年9月に、電源部に使われているコンデンサの液漏れ事故の可能性が報告され、EL-70と共に点検と対策部品への交換を無償にて実施する案内が告知された。

##### EL-87
1995年10月に発売。EL-90とほぼ同等の機能を持つが、2ndエクスプレッションペダルが別売となっている。木目調の「EL-87W」もある。EL-90とは異なり、EL-900発売後も1999年3月のEL-700/500発売まで生産が続けられた。1996年1月から1998年10月までヤマハグレード5-3級受験機種として使われていた。

##### EL-70
1991年3月発売。当機種より下位のモデルはレジストレーションメモリー数が8個で、2ndエクスプレッションペダルは非搭載。同価格帯にEL-87が展開されることに伴い、1995年10月に販売終了した。1991年11月から1998年10月までヤマハグレード5-3級受験機種として使われていた。 EL-90同様、2010年9月に、電源部に使われているコンデンサの液漏れ事故の可能性が報告され、EL-70と共に点検と対策部品への交換を無償にて実施する案内が告知された。

##### EL-57/50
1991年10月発売。1996年10月にマイナーチェンジ版としてEL-57が発売され、鍵盤がLC鍵盤（鍵盤の裏側におもりがない）から上位機種で採用されているFS鍵盤（鍵盤の裏側におもりがある）に改められた。1999年3月のEL-700/500発売まで生産が続けられた。

##### EL-37/30
1991年12月発売。MDRはオプション品 (MDR11) であったが、1994年4月にMDR標準搭載のEL-37にリニューアルされた。

##### EL-27/20
1993年3月発売。MDRはオプション品 (MDR4) であった。1993年10月にMDR標準搭載のEL-27が発売されたが、その後もEL-20は併売された。

##### EL-17
1995年10月発売。レジストレーションメモリーボタンが存在せず、MDRはオプション品 (MDR4) であった。EL100番台シリーズ発売後も2002年3月まで発売が続けられた。

##### ELK-10
1994年発売の音楽教室向けモデル。
参考

### ELシリーズ以前の主な機種・シリーズ

#### HX SYSTEM
1987年発売。FM音源と初期のAWM音源を採用したステージモデル。初のユニット構造を採用したエレクトーン。ユニットごとにアップグレードすることで上位モデルになるものの、多くが全て最上位モデルで購入されることが多く、実際にはHX-1と名乗ることが多かった。AWM音源の音色は同時期に発売されたクラビノーバと同様に、サンプリングレートが低いため、音が暖かくこもり気味であるのが特徴。リズムパターンも自作で作ることが可能となった。MIDI端子及び一般向けのオーディオ端子もエレクトーンとしては初採用であった。当時のFM音源としては、HX-1のみ最高オペレータ数の8オペレータ及び16オペレータを採用していた。HX SYSTEMからソロ鍵盤がなくなり、液晶表示の採用、電動スライダーの廃止、詳細設定が可能な完全なデジタルなつまみが採用となった。ペダル鍵盤のイニシャルタッチとアフタータッチ、セカンドエクスプレッションペダル、ピッチベンド、モジュレーションホイールが初搭載された。FM音源の音色はコンピュータ等を介してユーザーボイスを作成できるようになった。1987年11月から1996年3月までHX-1がヤマハグレード5-3級受験機種として使われていた。

#### HSシリーズ
1987年発売。HX SYSTEMの技術や先行のMEシリーズの機能を使用した、FS/FEシリーズの後継機種。FM音源のエディットが可能となり、AWM音源が登場。HX SYSTEM同様、MIDIインターフェイスを積極的に採用し、外部記憶装置もMIDI規格に準拠したMDR-2P/MDR-3Pとなり、リズムパターンを自作出来るなど、ミュージックシーケンサー並の自動伴奏・演奏機能が確立された。
HS-4,5,6,7,8の5機種があり、HS-8が指導者向けの、HS-5が学習者向けのメイン機種であった。HX SYSTEMとの互換性はなし。翌1988年にFE/MEシリーズの後継となるHE-5、教室モデルのHK-10（一般発売はなし）、1989年にFC/MEシリーズの後継となるHCシリーズが発売された。1987年11月から1998年10月までHS-8がヤマハグレード5-3級受験機種として使われていた。

#### MEシリーズ
1985年発売。ME-600/400がまず発売され、マルチメニュー等、FX/FSシリーズにない新機能が追加された。翌年ME-55/35/15が発売され、それまでの機種にはなかったペパーミントグリーンやピンク等のカラーバリエーションが展開された。

#### FX/FS/FE/FCシリーズ
1983年発売。FM音源とFWM音源（リズム音源）を搭載した、完全なコンピュータ制御による一般向けエレクトーン。開発時、ヤマハ目黒のスタジオ一面に回路図を敷いて、不具合修正をしたというエピソードがある。エフェクトも全てデジタル方式となり、リズム・ボイス等の設定を機器が記憶する「レジストレーションメモリー」機能や演奏データをフロッピーディスクやRAMパックで保存・読み出しが可能となる外部記憶装置MDR-1A/1Bが登場した。ボリュームつまみは、従来のレジストレーションつまみのようなアナログつまみをイメージしたスライダーで、つまみをいじると内部の抵抗から音源に対して直接音量調整がされるようになる。レジストレーション番号を変えることによって、内部のモーターが動作し、全てのつまみが物理的に動作する仕組み(電動スライダー、FS-50,70,FXシリーズのみ)になっている。また機能面だけでなく、打鍵の速さで音質／音量を変えるイニシャルタッチ、鍵盤を押し込んで音質を変えるアフタータッチ機能が上下鍵盤に初めて搭載される等、楽器としての表現力も大幅に向上した。
- ステージモデル(GX-1,EX-1,EX-2の後継)としてFX-1,FX-3,FS-30M
- フルベースの家庭用モデル(Eシリーズの後継)としてFX-20,FX-10
- スピネットタイプ(Dシリーズの後継)としてFS-70,50,30,20
- 普及タイプ(Cシリーズの後継)としてFE-70,60,50,40,30
- 入門タイプ(Bシリーズの後継)としてFC-20,10

が発売された。また後にFS-30にRAMパックが付加されたFS-30Aが発売された。1984年11月から1992年10月までFX-20が、1994年3月までFS-30/FS-30Aがヤマハグレード5-3級受験機種として使われていた。

#### Fシリーズ
1981年発売。初のFM音源搭載のエレクトーン。F-70,F-50,F-30の3機種が発売される。パイプオルガン等の代替用として開発され、一般のエレクトーン教室等で見られることはなかった。 また1989年にはF-700が、1992年にはF-300,400が、1994年にはF-100,200が発売された。2000年に発売終了し、現在クラシックオルガン需要にはバイカウントオルガンの輸入取り扱いにて対応している。

#### B/C/D/Eシリーズ
1号機からFS/FXシリーズ登場までは、概ね鍵盤数によりシリーズ分けされていた。 
- Eシリーズ…指導者、演奏者向けフルスケールタイプ。上下鍵盤61鍵(5オクターブ),ペダル鍵盤25鍵(2オクターブ)
- Dシリーズ…指導者、演奏者向け。上下鍵盤49鍵(4オクターブ)、ペダル鍵盤13鍵(1オクターブ)
- Cシリーズ…普及タイプ。上下鍵盤44鍵(約3オクターブ半…最低音はF)、ペダル鍵盤13鍵
- Bシリーズ…入門タイプ。上下鍵盤37鍵(3オクターブ…最高・最低ともF)、ペダル鍵盤13鍵

ただ初期にはCシリーズでも上下鍵盤が49鍵ある等、違う鍵盤数のモデルもあった。
1977年に発売したE-70/50/30、D-90/60/40シリーズからはPASSystem（パルス・アナログ・シンセサイザーシステム）が採用され、持続・減衰以外の複雑な音の波形が生み出された。
1980年に発売したE-700/500、D-800/700/600/500シリーズでは、リズムのテンポがデジタル表示されたり、ブレークバリエーションボタン（現在のFill inボタン）が搭載され、徐々にデジタル技術が導入されていった。

#### EX-1
1977年発売。パルス（デジタル）アナログシンセサイザー技術を使用して作られた楽器。従来は非常に多くのトランジスタや抵抗、コンデンサによって楽器が構成されていたが、LSI化することでコスト削減及び楽器としての安定性・クォリティーを高めることができた。

#### GX-1
1975年発売。エレクトーンの中では一番値段が高い機種である。アナログシンセサイザーで構成された唯一のエレクトーンであり、長期に渡りステージモデルとして活躍した。音色はパネル上部にあるアナログシンセサイザーモジュールを取り外して、直接作成することができる。音色に自由度がある反面、本体の一部を開口する為に、音色の作成難易度は非常に高めであった。

#### EX-42
1970年発売。ソロ鍵盤が初搭載され、ペダル鍵盤も2オクターブあった。

#### D-1
1959年発売。アンプ以外はすべてトランジスタ（281石）を採用した、販売されたエレクトーンとしての初代機種である。

### その他 プロトタイプ

#### EX-21
1968年登場。上記 EX-42の試作機であった。

#### E-T
1958年完成。日本楽器 (ヤマハ) が開発したエレクトーンのプロトタイプ。このレコード吹込みに使われたE-T型は1台のコンソール、4架の発振器・音色形成部増巾器及び、3台のスピーカーより構成されている。コンソールは演奏器で3段の鍵盤､32鍵のペダル鍵盤、171個のスイッチ(ストップ・カプラー・コントローラー等)からなっていた。レコーディングは、1958年にリリースされ、道志郎が演奏した「クリスマスメロディーズ・イン・ヤマハエレクトーン」という名前のクリスマスアルバムにも掲載された。

## 楽譜・音源データ
楽譜はヤマハの関連会社ヤマハ・ミュージック・メディア (YMM) が独占的に提供している。情報雑誌の「月刊エレクトーン」には最新のヒット曲が（数ヶ月遅れで）数曲掲載されている。1990年代にはkmpも登録商標の許諾を得て発売していた。
楽譜の表記はペダル鍵盤がある分3段用意されている。基本的に譜面はピアノ譜と同等であるが、レジストリメモリーの移動タイミングの表記などヤマハ独自の仕様が数多く存在するため、別途知識が必要となる。
月刊エレクトーン掲載曲やYMM発売の一部曲集の音源に関しては、特約店に設置してある「Muma」を利用することで有償で入手可能である。ステージアではMumaの他、PCブラウザーやダイレクトコネクション機能を介して「Electone Station」のデータ販売（ダウンロード販売）サイトで購入し、USBメモリ・スマートメディアに保存（ムーブ）する手段も存在する。
先代のELシリーズ向け曲集には音源データの入ったフロッピーディスクが同梱されていることが多かったが、STAGEAシリーズが主流になってからの曲集は基本的には楽譜のみで、前述の手段を利用することでELシリーズまたはSTAGEAシリーズのレジストレーションデータを購入するように改められている。
また、曲集によりSTAGEAシリーズのみ対応のもの、STAGEAシリーズ・ELシリーズ両方に対応のものがある。
曲集付録・mumaやダウンロード販売で購入した各種メディアの楽曲データには独自のコピープロテクトがかけられており、これを改ざんする等してコピーを行った場合はバックアップ等の私的利用であっても著作権法に抵触する。スマートメディアではIDと関連づけされたSCMSによりファイルに手を加えると再生不能となる。PCで購入した楽曲は「Musicsoft Downloader」という専用ソフトを介して、PC内に一時保存されたデータをUSBメモリやスマートメディアへムーブする形態となっており、これ以外の手段（エクスプローラを用いてファイル操作を行う等）ではファイルが破損する仕組みとなっている。
曲集に付属のFDのデータが経年劣化などの理由で消失した場合、YMMでは発売から一定期間は現品送付と実費負担を条件にFDの交換に応じていた。但し発売から相当年数経過（概ね2000年以前）の作品では対応していないため注意が必要であった。
なお、現在はフロッピーディスクの生産終了に伴い、FD商品販売も2013年12月末に終了している。
ELシリーズ用のレジストレーションデータは、別売のMDR-5を接続し、FD→MDR-5変換を行ったり、MDR-5用データを購入する等して、USBメモリを用いるように改められたが、2016年6月をもってデータ制作が終了となった。

## 各世代の互換性の問題
各機種ごとの固有の機能を使用する場合、以下の要因から、別の機種では同じ音が出せないという問題が、FS/FXシリーズからELシリーズまでは顕著であった。
- ELシリーズはAWM音源+FM音源（+VA音源）だったのに対し、STAGEAでは、AWM音源（+VA音源）でFM音源が備わっていない。そのため、ELシリーズで作成された音色データをSTAGEAで使おうとすると、FM音源がない分違う音になる。特にELシリーズの機能で作成されたユーザーボイスは全てSTAGEAのプリセット音色に置き換えられる。
- ELシリーズ同士でもWAVEサンプリングに互換性が無いことがあり、機種によっては音質が異なることがある。
- ELシリーズ以降は、異なる世代のモデルであってもレジストレーションデータが（再現性に問題がありながらも）読み込めるようになった。それまで（HX/HSシリーズ、FX/FSシリーズ）はモデルチェンジ前後でのレジストレーションデータの互換性が一切なく、全て作り直しとなっていた。
- HXシリーズとHSシリーズ、FXシリーズとFSシリーズは、同世代のエレクトーンであってもレジストレーションデータの互換性が一切ない。またFX-3はFS-70のステージモデルであるため、FS-50/FS-70/FX-3間での読み書きと、FX-1/FX-20/FX-10間での読み書きには対応しているが、FX-3とFX-1/FX-20/FX-10との間には互換性はない。
- B/C/D/EシリーズやGX-1等、FX/FSシリーズ以前の機種では、全てその場でパネルを操作してレジストレーションを設定していたので、互換性という概念があまりなく、イベント時も「同じ機種が２台並べてあり、前の演奏者が演奏中に次の演奏者がレジストレーションを設定する」「司会が話している間にレジストレーションを設定する」「演奏者が曲間に話しながらレジストレーションを設定する」等の工夫をしながらレジストレーションの設定を行っていた。

STAGEAになってからは、ELS-02シリーズでELS-01シリーズの音色データは、ドラム/パーカッションのピッチを大幅に変更した場合を除き、ほぼ問題なく再生出来るように改善された。

## エレクトーンプレイヤー

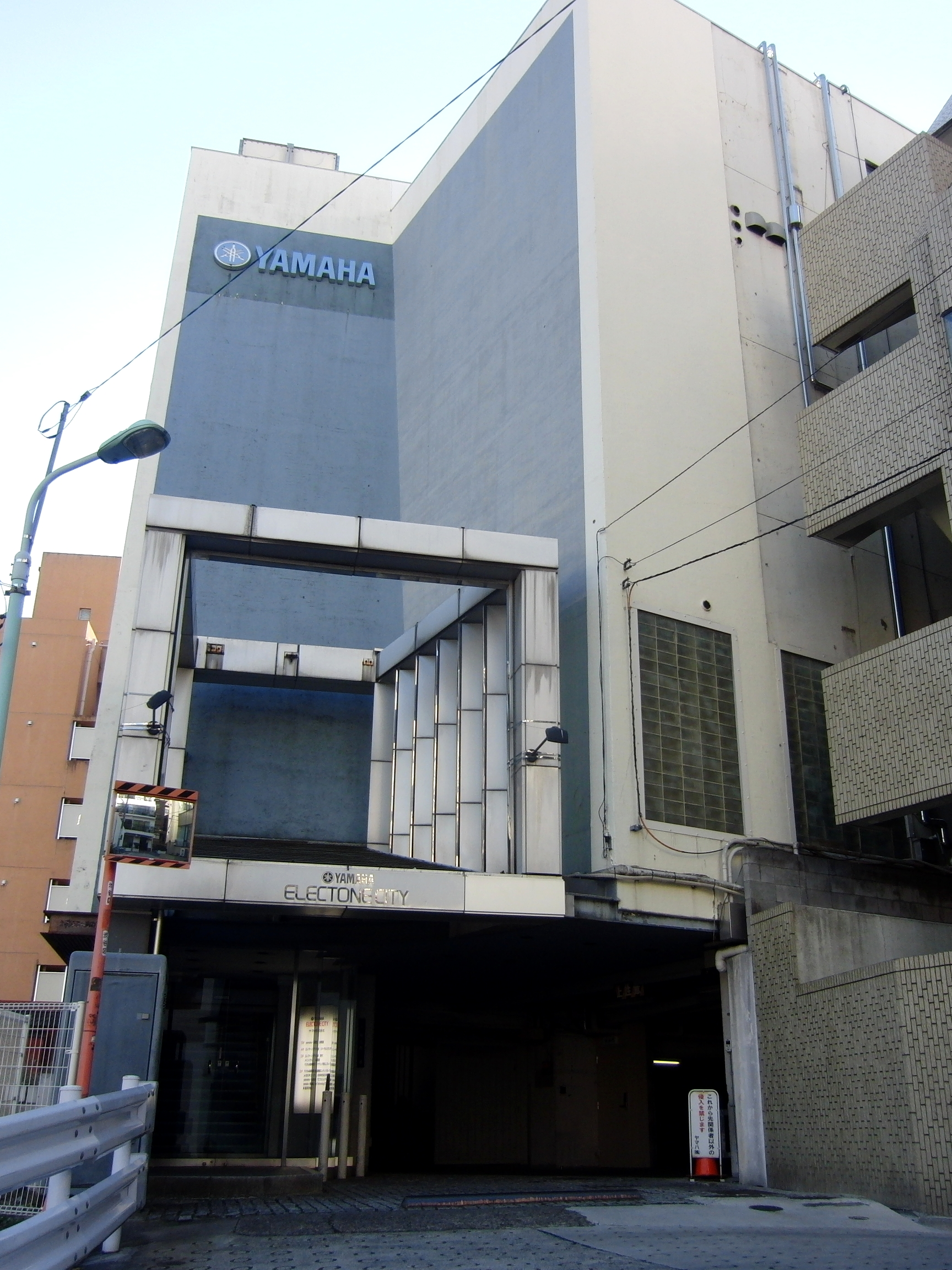
ヤマハ エレクトーンシティ渋谷（東京都渋谷区桜丘町、2017年12月に閉館）

エレクトーン奏者のこと。中には全国ネット番組のBGM制作を担当する者もいる。大別すると、株式会社ヤマハミュージックジャパンに所属しその傘下で活動している者、ヤマハ株式会社の支援を受けている独立系のエレクトーン・プレイヤー、メーカーの支援に依存せずに活動するフリーランスの電子オルガン奏者がいる。
2019年3月31日を以てヤマハ音楽振興会におけるエレクトーンプレイヤーマネジメント業務が終了した事に伴い、ヤマハ音楽振興会所属だったエレクトーンプレイヤーの大部分は「ヤマハエレクトーンプレイヤー」として、ヤマハミュージックジャパンと演奏契約を結んでいる。また、ヤマハでは主にヤマハエレクトーンシティがプレイヤーへの支援業務を行っている。なおヤマハエレクトーンシティ渋谷は、渋谷駅周辺再開発により2017年12月に閉館し、2018年3月にヤマハ音楽振興会ビルの1Fに移転し、名称も「ヤマハエレクトーンシティ」となった。

### ヤマハエレクトーンプレイヤー
尾野カオル
加曽利康之
川上天馬
窪田宏
倉沢大樹
高田和泉
鷹野雅史
富岡ヤスヤ
中野正英
廣田奈緒子

渡辺睦樹

### ヤマハミュージックジャパン所属のデモンストレーター
- 青木美佐子
- 安達香織
- 有本香織
- 石川まゆみ
- 今村弥生
- 岩崎恵
- 岩間浩
- 榎本美那子
- 大西麻美
- 岡崎香奈
- おぎたひろゆき
- 奥津夕香
- 小椋寛子
- 小野由起子
- 加藤夢望
- 亀井絵里奈
- 菅野大地
- 木崎さかえ
- 清重浩子
- 久保仁美
- 倉沢大樹
- 黒崎美保
- 小仲真里
- 小林順子
- 小林利歌
- 坂本栞菜
- 坂本有正
- 佐野麻里子
- 柴田友輔
- 小豆敬子
- 杉山いくよ
- 高木佳子
- 田頭裕子
- 高橋督
- 鷹野雅史
- 田口奈穂美
- 竹野靖子
- 田中貴俶美
- 田村幹雄
- 玉田紗貴
- 寺島香
- 富岡ヤスヤ
- 冨田裕梨
- 友弘稚奈
- 中村久美
- 林真由
- 濱田有紀子
- 浜畑早織
- 浜宏幸
- 疋田詩織
- 広原かおり
- 福田祐太
- 星祥子
- 細川暁子
- 松井宏行
- 村山有希子
- 山岡恭子
- 山﨑雅也
- 山田千波
- 遊佐稲波
- 渡部薫
- 和田侑記

### 独立系およびフリーのプレイヤー
- 赤﨑夏実
- 赤塚博美
- 天野裕子
- AYAKI
- 安藤ヨシヒロ
- 内海源太
- 海津幸子
- 柏木玲子[注釈 4]
- 川崎智永弥
- 川田祐子
- 神田将
- 菊地友夏
- 久米詔子
- 小寺久美子
- さいとうりょう
- 冴咲賢一
- 下村真有美
- 関藤繁生（セキトオ・シゲオ）
- 中村幸代
- 中村麻由
- 西岡奈津子
- 西山淑子
- 仁戸田江美子
- 幅しげみ
- 林アキラ
- 平沼有梨
- 平部やよい
- 前田絢葉
- 松田昌
- 松本玲子
- 三原善隆
- 森俊雄
- 安井正規
- 宮内康生
- 道志郎
- 826aska

## エレクトーンサークル
エレクトーンの演奏活動を行う団体のこと。2000年代に入り急速に発展した。主に大学に所属するサークルと社会人のサークルに大別される。ヤマハでは主に「ヤマハエレクトーンシティ」がエレクトーンサークルへの支援を行っている。

### 大学エレクトーンサークル
全国エレクトーンサークルネットワーク（通称「EC-net」）と呼ばれる、非営利の機構が存在し、毎年3月に全国エレクトーンサークルジョイントコンサートを開催している。2016年現在EC-netの加盟サークルは24である。全体的に東日本の大学に偏っており、中国・四国・九州地方では近畿大学工学部にエレクトーンサークルが存在するのみとなっている。

#### EC-net加盟サークル
- 北海道大学エレクトーンサークル「Sweet」
- 秋田大学エレクトーンサークル「響」
- 東北大学エレクトーンサークル「MUSICA」
- 茨城大学鍵盤サークル「Kandy!」
- 埼玉大学エレクトーンサークル「Affects」
- 東京大学エレクトーンクラブ
- 早稲田大学エレクトーンサークル「AUGMENT」
- 法政大学エレクトーンサークル「COSMOS」
- 中央大学エレクトーンサークル「Twinkle Notes」
- 専修大学エレクトーンサークル「OASIS」
- 桜美林大学エレクトーンサークル「Enchante」
- 慶應義塾大学エレクトーン研究会
- 東京農工大学エレクトーンサークル「音風」
- 国立音楽大学電子オルガンサークル「Melhaba」
- 東京都市大学エレクトーンサークル「sky tone」
- 千葉大学エレクトーンサークル「えれちば」
- 静岡文化芸術大学エレクトーンサークル「Tutti」
- 名古屋大学エレクトーンサークル「WHITE COLOR」
- 名古屋音楽大学エレクトーンサークル「piu〜harmony★M7〜」
- 岐阜大学エレクトーンサークル「Triangle」
- 三重大学エレクトーンサークル「23-two・three」
- 京都大学エレクトーンサークル「KUES」
- 立命館大学エレクトーンサークル「三弾鍵盤」
- 大阪大学エレクトーンサークル「HANON」
- 滋賀大学エレクトーンサークル「どどんぱ」

#### EC-net非加盟サークル
- 岩手県立大学エレクトーンサークル「Joyful」
- 群馬大学エレクトーン部
- 上智大学エレクトーン・ピアノ愛好会
- 関西学院大学・神戸大学エレクトーンサークル「electonton」
- 近畿大学工学部エレクトーン部「TOCaM」
- 信州大学 エレクトーンサークル

## 社会人エレクトーンサークル
- 社会人エレクトーンサークル「Piacere」 …東京・横浜を中心に活動。
- 社会人エレクトーンサークル「Soundscape」 …名古屋近辺を中心に活動。
- 社会人エレクトーンサークルPLUMONY …大阪を中心に関西で活動。

## エレクトーンが登場する番組
- オリジナルコンサート（テレビ朝日系列・1987年 - 1998年）
- パンチDEデート（関西テレビ・1973年 - 1985年）
- ラブアタック!（ABC・1975年 - 1984年・塚山エリコ）
- ウルトラアイ（NHK・1978年 - 1986年・柏木玲子）
- おはよう朝日です・おはよう朝日土曜日です（朝日放送テレビの関西ローカル番組・平日版は1979年、『〜土曜日です』は1982年 - どちらも現在も放送中）
- おはようテレビ朝日→やじうまワイド（テレビ朝日・1981年 - 2002年、エレクトーンの使用及び演奏による時間告知は『やじうまワイド』時代の1993年まで）
- おかあさんといっしょ（NHK・林アキラ時代-1995年まで画面に登場、それ以後も1996年3月放送分まで演奏に用いられていた）
- クボジュンのえいごっこ（TBS・2004年 - 2006年）
- サンデーLIVE!!（テレビ朝日・ABC・メ〜テレ系列・2017年10月1日 - 2024年9月29日､上記『おはよう朝日です』・『おはよう朝日土曜日です』での演出を参考にしたもの。但し、エレクトーンの使用及び演奏による時間告知は放送開始からの1年間のみ）